# Latastes huggorm
Latastes huggorm (Vipera latastei) är en ormart som beskrevs av BOSCA 1878. Vipera latastei ingår i släktet Vipera, och familjen huggormar. IUCN kategoriserar arten globalt som sårbar.

## Beskrivning
En tämligen liten orm med en kroppslängd mellan 60 och 75 cm. Ovansidan är vanligen grå till brun, mera sällan svart eller rödaktig, med ett svart (hos hanarna) eller brunt (hos honorna) sicksack- till vågformat band, en V-formad markering på huvudet och mörka fläckar längs sidorna. Nosen har ett litet "horn" format av uppåtstående fjäll. Buken är gråaktig med ljusa och mörka fläckar. Honan är större än hanen.

## Ekologi
Arten förekommer i skogsterräng, steniga områden med växtlighet, häckar, stenmurar och ibland även i kustnära sanddyner.
Arten har ett påtagligt aggressivt uppträdande, men anses inte vara särskilt giftig.

### Fortplantning
Arten är levandefödare som föder mellan 2 och 13 ungar. Vanligtvis föder de inte oftare än vart tredje år.

### Föda
Latastes huggorm lever framför allt av reptiler (inklusive exemplar av den egna arten när det råder brist på föda) och smådäggdjur, men den tar också fågelungar, leddjur och groddjur.

## Utbredning
Utbredningsområdet omfattar en fragmenterad population på Iberiska halvön (med undantag av norra Spanien) samt Nordafrika från norra Marocko till norra Algeriet. Den har tidigare funnits i Tunisiens nordvästra hörn, men har inte påträffats där sedan mitten av 1950-talet och tros därför vara utdöd i detta land.

## Status
IUCN kategoriserar arten globalt som sårbar, och populationen minskar. Främsta orsakerna är förföljelse, byggnation i kustområden, barrskogsplanteringar, trafik och intensifierat jordbruk.

## Underarter
Arten delas in i följande underarter:
- V. l. latastei
- V. l. gaditana